# Segunda Categoría de Pichincha 2024
El Campeonato Provincial de Segunda Categoría de Pichincha 2024 fue la 58.ª edición de la competición profesional de fútbol de la provincia de Pichincha. El torneo fue organizado por la Asociación de Fútbol No Amateur de Pichincha (AFNA) y avalado por la Federación Ecuatoriana de Fútbol. El torneo inició el 26 de abril y finalizó el 24 de agosto. Participaron 21 clubes de fútbol y entregó cupos a la fase de play-offs del Ascenso Nacional 2024, además el campeón provincial clasificó a la Copa Ecuador 2025.
El campeón defensor fue el Club Deportivo Tumbaco AV25, más conocido como AV25, que ganó su primer título la temporada pasada.

## Sistema de campeonato
El sistema de juego determinado por la Asociación de Fútbol No Amateur de Pichincha fue el siguiente:
- Primera fase: Los 21 equipos fueron divididos en tres grupos de siete clubes cada uno, la conformación se hizo mediante un sorteo realizado el 16 de abril de 2024,[5] se jugó todos contra todos en ida y vuelta (14 fechas), en cada grupo los dos primeros equipos avanzaron a la siguiente fase.

- Hexagonal final: Se jugó con los seis equipos clasificados de la fase anterior, fue todos contra todos en ida y vuelta (10 fechas) donde el club que terminó primero fue declarado campeón, el que terminó segundo fue subcampeón; el número de cupos definidos a los play-offs del Ascenso Nacional 2024, estuvo a cargo de la FEF, basado en el número de equipos de las demás asociaciones provinciales.[6]

- Grupo Descenso: Se jugó con los tres equipos ubicados en la última posición de cada grupo de la primera fase, fue todos contra todos en ida y vuelta (6 fechas) donde los clubes que terminaron en las dos últimas posiciones descendieron al Torneo de Ascenso de AFNA.

## Ascensos
| Pos. | Descendido de la Serie B |
| ---- | ------------------------ |
| 9.ª  | América de Quito         |

| Pos. | Ascendidos del Ascenso Pichincha |
| ---- | -------------------------------- |
| 1.ª  | Patrón Mejía                     |
| 2.ª  | Patogol                          |
| 3.ª  | Independiente JFA                |

## Equipos participantes
| Equipos participantes                 | Equipos participantes | Equipos participantes                                 |
| ------------------------------------- | --------------------- | ----------------------------------------------------- |
|                                       |                       |                                                       |
| Equipo                                | Ciudad                | Estadio                                               |
| Club Deportivo Meridiano              | Quito (Pomasqui)      | Estadio de la Liga Parroquial de Calderón             |
| Sociedad Deportiva Rayo               | Cayambe               | Estadio Olímpico Guillermo Albornoz                   |
| Sociedad Deportivo Quito              | Quito                 | Estadio Olímpico Atahualpa                            |
| Club General Miguel Iturralde         | Quito (Calderón)      | Estadio de la Liga Parroquial de Guayllabamba         |
| Club Deportivo Mayor Pedro Traversari | Quito                 | Estadio Luis Naranjo                                  |
| Club Deportivo Juventud               | Quito (Guayllabamba)  | Estadio General Rumiñahui                             |
| Aussie Fútbol Club                    | Quito (Guayllabamba)  | Estadio de la Liga Parroquial de Guayllabamba         |
| Club Deportivo América                | Quito                 | Estadio La Armenia                                    |
| Universidad San Francisco de Quito    | Quito (Cumbayá)       | Estadio del Complejo de IDV                           |
| AKD Fútbol Club                       | Quito                 | Estadio Alonso Aguirre                                |
| Club Deportivo Espoli                 | Quito                 | Estadio Universitario César Aníbal Espinoza           |
| Club Deportivo Da Encarnação          | Quito                 | Estadio de la Liga Barrial de Carcelén                |
| Club Deportivo Patogol                | Quito                 | Estadio de la Liga Barrial de Barrionuevo             |
| Casa Deportiva Cumbre Alta            | Quito                 | Estadio Gustavo Herdoíza León                         |
| Club Real Puerto Quito                | Puerto Quito          | Estadio de la Liga Deportiva Cantonal de Puerto Quito |
| Sandino Fútbol Club                   | Quito                 | Estadio de la Liga Parroquial de Nono                 |
| Club Deportivo Rumiñahui              | Machachi              | Estadio El Chan                                       |
| Club Deportivo Tumbaco AV25           | Quito (Tumbaco)       | Estadio Francisco Reinoso                             |
| Club Atlético Vinotinto               | Quito                 | Arena San Carlos                                      |
| Club Deportivo Patrón Mejía           | Quito                 | Estadio General Rumiñahui                             |
| Independiente JFA                     | Quito                 | Estadio Gustavo Herdoíza León                         |

## Equipos por cantón
| Cantón       | N.º | Equipos |
| ------------ | --- | --- |
| Quito        | 18  | - América de Quito - Deportivo Quito - Aampetra - Aussie - Espoli - Juventud - Da Encarnação - Universidad San Francisco - Deportivo Meridiano - Miguel Iturralde - Cumbre Alta - Sandino - AV25 - Atlético Vinotinto - AKD - Independiente JFA - Patrón Mejía - Patogol |
| Cayambe      | 1   | - Rayo |
| Mejía        | 1   | - Rumiñahui |
| Puerto Quito | 1   | - Real Puerto Quito |

## Primera fase

### Grupo A

#### Clasificación
| Pos. | Equipo             | Pts. | PJ | G | E | P  | GF | GC | Dif. | Clasificación   |
| ---- | ------------------ | ---- | -- | - | - | -- | -- | -- | ---- | --------------- |
| 1    | Atlético Vinotinto | 28   | 12 | 8 | 4 | 0  | 34 | 8  | +26  | Hexagonal final |
| 2    | Patrón Mejía       | 27   | 12 | 8 | 3 | 1  | 23 | 7  | +16  | Hexagonal final |
| 3    | Deportivo Quito    | 26   | 12 | 8 | 2 | 2  | 33 | 9  | +24  |                 |
| 4    | Rayo               | 15   | 12 | 4 | 3 | 5  | 15 | 14 | +1   |                 |
| 5    | Rumiñahui          | 13   | 12 | 4 | 1 | 7  | 17 | 28 | −11  |                 |
| 6    | Real Puerto Quito  | 7    | 12 | 2 | 1 | 9  | 12 | 29 | −17  |                 |
| 7    | Juventud           | 3    | 12 | 1 | 0 | 11 | 2  | 41 | −39  | Grupo Descenso  |

 Fuente: AFNA Pichincha, @AscensoEcuador, GALA Deporte
Criterios de clasificación: 1) Puntos; 2) Diferencia de goles; 3) Goles marcados; 4) Goles de visitante

#### Evolución de la clasificación
| Equipo / Fecha     | 1 | 2 | 3 | 4 | 5 | 6 | 7 | 8 | 9 | 10 | 11 | 12 | 13 | 14 |
| ------------------ | - | - | - | - | - | - | - | - | - | -- | -- | -- | -- | -- |
| Atlético Vinotinto | 4 | 5 | 3 | 2 | 2 | 2 | 1 | 1 | 2 | 1  | 1  | 1  | 1  | 1  |
| Patrón Mejía       | 3 | 1 | 1 | 1 | 1 | 1 | 2 | 3 | 3 | 2  | 3  | 3  | 3  | 2  |
| Deportivo Quito    | 5 | 2 | 2 | 3 | 3 | 3 | 3 | 2 | 1 | 3  | 2  | 2  | 2  | 3  |
| Rayo               | 1 | 4 | 4 | 4 | 4 | 4 | 4 | 4 | 4 | 4  | 4  | 4  | 4  | 4  |
| Rumiñahui          | 7 | 7 | 6 | 7 | 5 | 5 | 6 | 6 | 5 | 5  | 5  | 5  | 5  | 5  |
| Real Puerto Quito  | 6 | 6 | 7 | 6 | 7 | 7 | 7 | 7 | 7 | 7  | 6  | 6  | 6  | 6  |
| Juventud           | 2 | 3 | 5 | 5 | 6 | 6 | 5 | 5 | 6 | 6  | 7  | 7  | 7  | 7  |

#### Resultados
- Los horarios corresponden al huso horario de Ecuador: (UTC-5).

| Juventud               | 2 - 0 | Real Puerto Quito | LDC de Tabacundo   | 27 de abril | 11:00 |
| Rumiñahui              | 0 - 3 | Rayo              | El Chan            | 27 de abril | 11:00 |
| Atlético Vinotinto     | 1 - 1 | Patrón Mejía      | Olímpico Atahualpa | 28 de abril | 12:00 |
| Libre: Deportivo Quito |       |                   |                    |             |       |

| Real Puerto Quito         | 2 - 2 | Rumiñahui       | LDC de Puerto Quito         | 4 de mayo | 12:00 |
| Patrón Mejía              | 2 - 0 | Juventud        | General Rumiñahui           | 4 de mayo | 14:00 |
| Rayo                      | 0 - 5 | Deportivo Quito | Olímpico Guillermo Albornoz | 5 de mayo | 12:00 |
| Libre: Atlético Vinotinto |       |                 |                             |           |       |

| Juventud        | 0 - 3 | Atlético Vinotinto | Liga Parr. de Guayllabamba | 8 de mayo | 09:45 |
| Rumiñahui       | 1 - 4 | Patrón Mejía       | El Chan                    | 8 de mayo | 14:00 |
| Deportivo Quito | 6 - 0 | Real Puerto Quito  | Gonzalo Pozo Ripalda       | 8 de mayo | 19:30 |
| Libre: Rayo     |       |                    |                            |           |       |

| Real Puerto Quito  | 0 - 3 | Rayo            | LDC de Puerto Quito  | 11 de mayo | 12:00 |
| Patrón Mejía       | 1 - 0 | Deportivo Quito | Gonzalo Pozo Ripalda | 12 de mayo | 11:00 |
| Atlético Vinotinto | 6 - 0 | Rumiñahui       | AFNA San Carlos      | 12 de mayo | 15:00 |
| Libre: Juventud    |       |                 |                      |            |       |

| Rumiñahui                | 1 - 0 | Juventud           | El Chan                     | 18 de mayo | 14:00 |
| Deportivo Quito          | 1 - 1 | Atlético Vinotinto | Banco Guayaquil             | 19 de mayo | 10:00 |
| Rayo                     | 1 - 1 | Patrón Mejía       | Olímpico Guillermo Albornoz | 19 de mayo | 13:00 |
| Libre: Real Puerto Quito |       |                    |                             |            |       |

| Juventud           | 0 - 3 | Deportivo Quito   | Liga Parr. de Guayllabamba | 22 de mayo | 10:00 |
| Atlético Vinotinto | 1 - 0 | Rayo              | Olímpico Atahualpa         | 22 de mayo | 11:30 |
| Patrón Mejía       | 4 - 0 | Real Puerto Quito | General Rumiñahui          | 23 de mayo | 16:00 |
| Libre: Rumiñahui   |       |                   |                            |            |       |

| Deportivo Quito     | 2 - 0 | Rumiñahui          | Olímpico Atahualpa          | 25 de mayo | 19:00 |
| Rayo                | 3 - 0 | Juventud           | Olímpico Guillermo Albornoz | 26 de mayo | 11:00 |
| Real Puerto Quito   | 0 - 1 | Atlético Vinotinto | LDC de Puerto Quito         | 26 de mayo | 12:00 |
| Libre: Patrón Mejía |       |                    |                             |            |       |

| Juventud            | 0 - 2 | Rayo              | Liga Parr. de Guayllabamba | 1 de junio | 10:00 |
| Rumiñahui           | 2 - 3 | Deportivo Quito   | El Chan                    | 2 de junio | 12:00 |
| Atlético Vinotinto  | 4 - 1 | Real Puerto Quito | AFNA San Carlos            | 2 de junio | 15:00 |
| Libre: Patrón Mejía |       |                   |                            |            |       |

| Rayo              | 0 - 0 | Atlético Vinotinto | Gilberto Rueda Bedoya | 5 de junio | 14:00 |
| Deportivo Quito   | 6 - 0 | Juventud           | Gonzalo Pozo Ripalda  | 5 de junio | 19:00 |
| Real Puerto Quito | 1 - 2 | Patrón Mejía       | LDC de Puerto Quito   | 6 de junio | 14:00 |
| Libre: Rumiñahui  |       |                    |                       |            |       |

| Juventud                 | 0 - 3 | Rumiñahui       | Liga Parr. de Guayllabamba | 8 de junio | 10:00 |
| Atlético Vinotinto       | 2 - 1 | Deportivo Quito | Olímpico Atahualpa         | 8 de junio | 11:30 |
| Patrón Mejía             | 2 - 0 | Rayo            | General Rumiñahui          | 9 de junio | 11:00 |
| Libre: Real Puerto Quito |       |                 |                            |            |       |

| Rumiñahui       | 3 - 4 | Atlético Vinotinto | El Chan                     | 15 de junio | 14:00 |
| Rayo            | 0 - 1 | Real Puerto Quito  | Olímpico Guillermo Albornoz | 15 de junio | 15:00 |
| Deportivo Quito | 2 - 1 | Patrón Mejía       | Olímpico Atahualpa          | 16 de junio | 12:00 |
| Libre: Juventud |       |                    |                             |             |       |

| Atlético Vinotinto | 10 - 0 | Juventud        | Olímpico Atahualpa  | 19 de junio | 11:30 |
| Real Puerto Quito  | 1 - 3  | Deportivo Quito | LDC de Puerto Quito | 19 de junio | 14:00 |
| Patrón Mejía       | 1 - 0  | Rumiñahui       | General Rumiñahui   | 20 de junio | 11:00 |
| Libre: Rayo        |        |                 |                     |             |       |

| Deportivo Quito           | 1 - 1 | Rayo              | Olímpico Atahualpa | 23 de junio | 12:00 |
| Juventud                  | 0 - 3 | Patrón Mejía      | LDC de Tabacundo   | 23 de junio | 12:00 |
| Rumiñahui                 | 2 - 1 | Real Puerto Quito | El Chan            | 23 de junio | 13:00 |
| Libre: Atlético Vinotinto |       |                   |                    |             |       |

| Rayo                   | 2 - 3 | Rumiñahui          | Gilberto Rueda Bedoya | 28 de junio | 15:00 |
| Real Puerto Quito      | 5 - 0 | Juventud           | LDC de Puerto Quito   | 29 de junio | 10:00 |
| Patrón Mejía           | 1 - 1 | Atlético Vinotinto | General Rumiñahui     | 29 de junio | 14:00 |
| Libre: Deportivo Quito |       |                    |                       |             |       |

#### Tabla de resultados cruzados
| Local \ Visitante  | VIN | PAM | SDQ | RAY | JUV  | RUM | RPQ |
| ------------------ | --- | --- | --- | --- | ---- | --- | --- |
| Atlético Vinotinto | —   | 1–1 | 2–1 | 1–0 | 10–0 | 6–0 | 4–1 |
| Patrón Mejía       | 1–1 | —   | 1–0 | 2–0 | 2–0  | 1–0 | 4–0 |
| Deportivo Quito    | 1–1 | 2–1 | —   | 1–1 | 6–0  | 2–0 | 6–0 |
| Rayo               | 0–0 | 1–1 | 0–5 | —   | 3–0  | 2–3 | 0–1 |
| Juventud           | 0–3 | 0–3 | 0–3 | 0–2 | —    | 0–3 | 2–0 |
| Rumiñahui          | 3–4 | 1–4 | 2–3 | 0–3 | 1–0  | —   | 2–1 |
| Real Puerto Quito  | 0–1 | 1–2 | 1–3 | 0–3 | 5–0  | 2–2 | —   |

### Grupo B

#### Clasificación
| Pos. | Equipo              | Pts. | PJ | G | E | P  | GF | GC | Dif. | Clasificación   |
| ---- | ------------------- | ---- | -- | - | - | -- | -- | -- | ---- | --------------- |
| 1    | Deportivo Meridiano | 29   | 12 | 9 | 2 | 1  | 21 | 5  | +16  | Hexagonal final |
| 2    | Aampetra            | 27   | 12 | 8 | 3 | 1  | 30 | 8  | +22  | Hexagonal final |
| 3    | Espoli              | 26   | 12 | 8 | 2 | 2  | 16 | 9  | +7   |                 |
| 4    | Sandino             | 12   | 12 | 3 | 3 | 6  | 14 | 19 | −5   |                 |
| 5    | Cumbre Alta         | 11   | 12 | 2 | 5 | 5  | 15 | 21 | −6   |                 |
| 6    | Patogol             | 10   | 12 | 3 | 1 | 8  | 14 | 24 | −10  |                 |
| 7    | Aussie              | 2    | 12 | 0 | 2 | 10 | 9  | 33 | −24  | Grupo Descenso  |

 Fuente: AFNA Pichincha, @AscensoEcuador, GALA Deporte
Criterios de clasificación: 1) Puntos; 2) Diferencia de goles; 3) Goles marcados; 4) Goles de visitante

#### Evolución de la clasificación
| Equipo / Fecha      | 1 | 2 | 3 | 4 | 5 | 6 | 7 | 8 | 9 | 10 | 11 | 12 | 13 | 14 |
| ------------------- | - | - | - | - | - | - | - | - | - | -- | -- | -- | -- | -- |
| Deportivo Meridiano | 2 | 1 | 1 | 1 | 1 | 1 | 2 | 3 | 3 | 3  | 3  | 2  | 1  | 1  |
| Aampetra            | 1 | 2 | 4 | 3 | 2 | 2 | 1 | 1 | 1 | 1  | 1  | 1  | 3  | 2  |
| Espoli              | 6 | 4 | 2 | 4 | 3 | 3 | 3 | 2 | 2 | 2  | 2  | 3  | 2  | 3  |
| Sandino             | 3 | 5 | 5 | 6 | 6 | 6 | 6 | 5 | 5 | 6  | 6  | 4  | 4  | 4  |
| Cumbre Alta         | 4 | 3 | 3 | 2 | 4 | 4 | 4 | 4 | 4 | 4  | 4  | 5  | 5  | 5  |
| Patogol             | 7 | 7 | 6 | 5 | 5 | 5 | 5 | 6 | 6 | 5  | 5  | 6  | 6  | 6  |
| Aussie              | 5 | 6 | 7 | 7 | 7 | 7 | 7 | 7 | 7 | 7  | 7  | 7  | 7  | 7  |

#### Resultados
- Los horarios corresponden al huso horario de Ecuador: (UTC-5).

| Aampetra           | 7 - 1 | Patogol             | General Rumiñahui      | 26 de abril | 10:30 |
| Sandino            | 2 - 0 | Aussie              | Liga Parr. de Calderón | 27 de abril | 10:00 |
| Espoli             | 0 - 2 | Deportivo Meridiano | Universitario (UCE)    | 27 de abril | 14:00 |
| Libre: Cumbre Alta |       |                     |                        |             |       |

| Patogol             | 1 - 3 | Espoli      | LDB de Barrionuevo       | 3 de mayo | 11:00 |
| Deportivo Meridiano | 3 - 0 | Sandino     | Casa de la Selección     | 3 de mayo | 11:00 |
| Aussie              | 2 - 4 | Cumbre Alta | San Antonio de Pichincha | 4 de mayo | 11:00 |
| Libre: Aampetra     |       |             |                          |           |       |

| Sandino       | 0 - 3 | Patogol             | Liga Parr. de Calderón   | 8 de mayo | 10:00 |
| Cumbre Alta   | 0 - 0 | Deportivo Meridiano | San Antonio de Pichincha | 8 de mayo | 11:00 |
| Espoli        | 1 - 0 | Aampetra            | Universitario (UCE)      | 8 de mayo | 16:00 |
| Libre: Aussie |       |                     |                          |           |       |

| Aampetra            | 3 - 1 | Sandino     | General Rumiñahui    | 11 de mayo | 11:00 |
| Patogol             | 0 - 1 | Cumbre Alta | LDB de Barrionuevo   | 12 de mayo | 11:00 |
| Deportivo Meridiano | 3 - 2 | Aussie      | Casa de la Selección | 12 de mayo | 11:00 |
| Libre: Espoli       |       |             |                      |            |       |

| Cumbre Alta                | 0 - 1 | Aampetra | San Antonio de Pichincha | 17 de mayo | 11:00 |
| Sandino                    | 1 - 2 | Espoli   | Liga Parr. de Calderón   | 18 de mayo | 10:00 |
| Aussie                     | 1 - 3 | Patogol  | San Antonio de Pichincha | 18 de mayo | 11:00 |
| Libre: Deportivo Meridiano |       |          |                          |            |       |

| Aampetra       | 4 - 0 | Aussie              | General Rumiñahui   | 22 de mayo | 10:30 |
| Patogol        | 0 - 2 | Deportivo Meridiano | LDB de Barrionuevo  | 22 de mayo | 11:00 |
| Espoli         | 1 - 1 | Cumbre Alta         | Universitario (UCE) | 22 de mayo | 16:00 |
| Libre: Sandino |       |                     |                     |            |       |

| Aussie              | 0 - 1 | Espoli   | Liga Parr. de Guayllabamba | 25 de mayo | 13:00 |
| Deportivo Meridiano | 0 - 2 | Aampetra | Casa de la Selección       | 26 de mayo | 11:00 |
| Cumbre Alta         | 1 - 1 | Sandino  | Casa de la Selección       | 26 de mayo | 14:30 |
| Libre: Patogol      |       |          |                            |            |       |

| Espoli         | 2 - 0 | Aussie              | Universitario (UCE)    | 31 de mayo | 15:30 |
| Sandino        | 4 - 1 | Cumbre Alta         | Liga Parr. de Calderón | 1 de junio | 10:00 |
| Aampetra       | 1 - 1 | Deportivo Meridiano | General Rumiñahui      | 1 de junio | 11:00 |
| Libre: Patogol |       |                     |                        |            |       |

| Cumbre Alta         | 1 - 2 | Espoli   | Liga Parr. de Calderón | 5 de junio | 11:00 |
| Aussie              | 0 - 5 | Aampetra | Casa de la Selección   | 5 de junio | 13:00 |
| Deportivo Meridiano | 3 - 0 | Patogol  | Casa de la Selección   | 6 de junio | 11:00 |
| Libre: Sandino      |       |          |                        |            |       |

| Espoli                     | 1 - 0 | Sandino     | Universitario (UCE) | 7 de junio | 16:00 |
| Aampetra                   | 2 - 0 | Cumbre Alta | Luis Naranjo        | 8 de junio | 11:00 |
| Patogol                    | 2 - 0 | Aussie      | LDB de Barrionuevo  | 9 de junio | 10:00 |
| Libre: Deportivo Meridiano |       |             |                     |            |       |

| Cumbre Alta   | 3 - 3 | Patogol             | Casa de la Selección   | 14 de junio | 11:00 |
| Sandino       | 2 - 2 | Aampetra            | Liga Parr. de Calderón | 15 de junio | 10:00 |
| Aussie        | 0 - 3 | Deportivo Meridiano | Casa de la Selección   | 15 de junio | 11:00 |
| Libre: Espoli |       |                     |                        |             |       |

| Aampetra            | 2 - 2 | Espoli      | Luis Naranjo         | 19 de junio | 11:00 |
| Patogol             | 1 - 2 | Sandino     | LDB de Barrionuevo   | 19 de junio | 11:00 |
| Deportivo Meridiano | 2 - 0 | Cumbre Alta | Casa de la Selección | 19 de junio | 11:00 |
| Libre: Aussie       |       |             |                      |             |       |

| Sandino         | 0 - 1 | Deportivo Meridiano | Liga Parr. de Calderón | 22 de junio | 09:00 |
| Espoli          | 1 - 0 | Patogol             | Universitario (UCE)    | 22 de junio | 09:00 |
| Cumbre Alta     | 3 - 3 | Aussie              | Casa de la Selección   | 23 de junio | 11:00 |
| Libre: Aampetra |       |                     |                        |             |       |

| Deportivo Meridiano | 1 - 0 | Espoli   | Casa de la Selección | 29 de junio | 10:00 |
| Patogol             | 0 - 1 | Aampetra | LDB de Solanda       | 29 de junio | 10:00 |
| Aussie              | 1 - 1 | Sandino  | Casa de la Selección | 30 de junio | 11:00 |
| Libre: Cumbre Alta  |       |          |                      |             |       |

#### Tabla de resultados cruzados
| Local \ Visitante   | AAM | ESP | CAL | AUS | PTG | MER | SAN |
| ------------------- | --- | --- | --- | --- | --- | --- | --- |
| Aampetra            | —   | 2–2 | 2–0 | 4–0 | 7–1 | 1–1 | 3–1 |
| Espoli              | 1–0 | —   | 1–1 | 2–0 | 1–0 | 0–2 | 1–0 |
| Cumbre Alta         | 0–1 | 1–2 | —   | 3–3 | 3–3 | 0–0 | 1–1 |
| Aussie              | 0–5 | 0–1 | 2–4 | —   | 1–3 | 0–3 | 1–1 |
| Patogol             | 0–1 | 1–3 | 0–1 | 2–0 | —   | 0–2 | 1–2 |
| Deportivo Meridiano | 0–2 | 1–0 | 2–0 | 3–2 | 3–0 | —   | 3–0 |
| Sandino             | 2–2 | 1–2 | 4–1 | 2–0 | 0–3 | 0–1 | —   |

### Grupo C

#### Clasificación
| Pos. | Equipo            | Pts. | PJ | G | E | P  | GF | GC | Dif. | Clasificación   |
| ---- | ----------------- | ---- | -- | - | - | -- | -- | -- | ---- | --------------- |
| 1    | Miguel Iturralde  | 26   | 12 | 8 | 2 | 2  | 21 | 10 | +11  | Hexagonal final |
| 2    | Independiente JFA | 25   | 12 | 8 | 1 | 3  | 21 | 14 | +7   | Hexagonal final |
| 3    | USFQ              | 21   | 12 | 6 | 3 | 3  | 20 | 14 | +6   |                 |
| 4    | AV25              | 20   | 12 | 6 | 2 | 4  | 15 | 8  | +7   |                 |
| 5    | América de Quito  | 14   | 12 | 3 | 5 | 4  | 14 | 13 | +1   |                 |
| 6    | Da Encarnação     | 13   | 12 | 4 | 1 | 7  | 12 | 15 | −3   |                 |
| 7    | AKD               | 0    | 12 | 0 | 0 | 12 | 5  | 34 | −29  | Grupo Descenso  |

 Fuente: AFNA Pichincha, @AscensoEcuador, GALA Deporte
Criterios de clasificación: 1) Puntos; 2) Diferencia de goles; 3) Goles marcados; 4) Goles de visitante

#### Evolución de la clasificación
| Equipo / Fecha    | 1 | 2 | 3 | 4 | 5 | 6 | 7 | 8 | 9 | 10 | 11 | 12 | 13 | 14 |
| ----------------- | - | - | - | - | - | - | - | - | - | -- | -- | -- | -- | -- |
| Miguel Iturralde  | 3 | 1 | 4 | 2 | 3 | 3 | 1 | 1 | 1 | 1  | 1  | 1  | 1  | 1  |
| Independiente JFA | 7 | 4 | 5 | 3 | 2 | 2 | 4 | 5 | 2 | 3  | 3  | 4  | 2  | 2  |
| USFQ              | 1 | 5 | 1 | 4 | 4 | 4 | 3 | 3 | 4 | 4  | 4  | 3  | 4  | 3  |
| AV25              | 2 | 3 | 2 | 1 | 1 | 1 | 2 | 2 | 3 | 2  | 2  | 2  | 3  | 4  |
| América de Quito  | 4 | 2 | 3 | 5 | 5 | 6 | 5 | 4 | 5 | 6  | 5  | 5  | 5  | 5  |
| Da Encarnação     | 6 | 6 | 6 | 6 | 6 | 5 | 6 | 6 | 6 | 5  | 6  | 6  | 6  | 6  |
| AKD               | 5 | 7 | 7 | 7 | 7 | 7 | 7 | 7 | 7 | 7  | 7  | 7  | 7  | 7  |

#### Resultados
- Los horarios corresponden al huso horario de Ecuador: (UTC-5).

| AV25             | 1 - 0 | Independiente JFA | Francisco Reinoso        | 27 de abril | 10:00 |
| América de Quito | 1 - 1 | Miguel Iturralde  | San Antonio de Pichincha | 27 de abril | 10:00 |
| Da Encarnação    | 1 - 2 | USFQ              | LDB de Carcelén          | 29 de abril | 10:00 |
| Libre: AKD       |       |                   |                          |             |       |

| Miguel Iturralde  | 2 - 0 | AKD              | General Rumiñahui | 3 de mayo | 10:30 |
| Independiente JFA | 2 - 1 | Da Encarnação    | Gustavo Herdoíza  | 4 de mayo | 10:00 |
| USFQ              | 0 - 1 | América de Quito | Complejo IDV      | 5 de mayo | 11:00 |
| Libre: AV25       |       |                  |                   |           |       |

| Da Encarnação           | 0 - 1 | AV25              | LDB de Carcelén            | 8 de mayo | 10:00 |
| AKD                     | 2 - 4 | USFQ              | Liga Parr. de Uyumbicho    | 8 de mayo | 12:00 |
| América de Quito        | 1 - 1 | Independiente JFA | Liga Parr. de Guayllabamba | 8 de mayo | 12:00 |
| Libre: Miguel Iturralde |       |                   |                            |           |       |

| Independiente JFA    | 2 - 1 | AKD              | Gustavo Herdoíza  | 12 de mayo | 10:00 |
| USFQ                 | 0 - 1 | Miguel Iturralde | Complejo IDV      | 12 de mayo | 10:00 |
| AV25                 | 1 - 0 | América de Quito | Francisco Reinoso | 13 de mayo | 10:00 |
| Libre: Da Encarnação |       |                  |                   |            |       |

| Miguel Iturralde | 1 - 3 | Independiente JFA | General Rumiñahui          | 17 de mayo | 10:30 |
| AKD              | 0 - 3 | AV25              | Liga Parr. de Uyumbicho    | 18 de mayo | 09:00 |
| América de Quito | 0 - 1 | Da Encarnação     | Liga Parr. de Guayllabamba | 18 de mayo | 12:00 |
| Libre: USFQ      |       |                   |                            |            |       |

| AV25                    | 0 - 1 | Miguel Iturralde | Francisco Reinoso       | 22 de mayo | 10:00 |
| Da Encarnação           | 4 - 0 | AKD              | Liga Parr. de Uyumbicho | 22 de mayo | 10:00 |
| Independiente JFA       | 2 - 3 | USFQ             | Gustavo Herdoíza        | 22 de mayo | 11:30 |
| Libre: América de Quito |       |                  |                         |            |       |

| AKD                      | 0 - 3 | América de Quito | Liga Parr. de Uyumbicho | 24 de mayo | 14:00 |
| Miguel Iturralde         | 1 - 0 | Da Encarnação    | General Rumiñahui       | 25 de mayo | 10:00 |
| USFQ                     | 2 - 1 | AV25             | Chubb Arena             | 26 de mayo | 11:00 |
| Libre: Independiente JFA |       |                  |                         |            |       |

| AV25                     | 1 - 1 | USFQ             | Francisco Reinoso          | 31 de mayo | 10:00 |
| América de Quito         | 2 - 0 | AKD              | Liga Parr. de Guayllabamba | 31 de mayo | 12:00 |
| Da Encarnação            | 0 - 3 | Miguel Iturralde | Liga Parr. de Guayllabamba | 1 de junio | 14:00 |
| Libre: Independiente JFA |       |                  |                            |            |       |

| Miguel Iturralde        | 1 - 0 | AV25              | General Rumiñahui       | 5 de junio | 10:00 |
| AKD                     | 0 - 1 | Da Encarnação     | Liga Parr. de Uyumbicho | 5 de junio | 12:00 |
| USFQ                    | 0 - 2 | Independiente JFA | Complejo IDV            | 5 de junio | 15:00 |
| Libre: América de Quito |       |                   |                         |            |       |

| Da Encarnação     | 2 - 1 | América de Quito | Liga Parr. de Guayllabamba | 8 de junio | 14:00 |
| AV25              | 4 - 0 | AKD              | Francisco Reinoso          | 9 de junio | 10:00 |
| Independiente JFA | 1 - 4 | Miguel Iturralde | Gustavo Herdoíza           | 9 de junio | 10:00 |
| Libre: USFQ       |       |                  |                            |            |       |

| AKD                  | 0 - 1 | Independiente JFA | LDB de Solanda             | 14 de junio | 14:00 |
| Miguel Iturralde     | 0 - 1 | USFQ              | General Rumiñahui          | 15 de junio | 10:00 |
| América de Quito     | 0 - 0 | AV25              | Liga Parr. de Guayllabamba | 15 de junio | 12:00 |
| Libre: Da Encarnação |       |                   |                            |             |       |

| AV25                    | 2 - 1 | Da Encarnação    | Francisco Reinoso | 19 de junio | 10:00 |
| Independiente JFA       | 3 - 1 | América de Quito | Gustavo Herdoíza  | 19 de junio | 10:00 |
| USFQ                    | 4 - 0 | AKD              | Complejo IDV      | 19 de junio | 15:00 |
| Libre: Miguel Iturralde |       |                  |                   |             |       |

| AKD              | 2 - 4 | Miguel Iturralde  | Liga Parr. de Uyumbicho    | 22 de junio | 10:00 |
| América de Quito | 2 - 2 | USFQ              | Liga Parr. de Pomasqui     | 22 de junio | 10:00 |
| Da Encarnação    | 0 - 2 | Independiente JFA | Liga Parr. de Guayllabamba | 22 de junio | 10:00 |
| Libre: AV25      |       |                   |                            |             |       |

| Independiente JFA | 2 - 1 | AV25             | Gustavo Herdoíza  | 29 de junio | 10:00 |
| USFQ              | 1 - 1 | Da Encarnação    | Complejo IDV      | 29 de junio | 10:00 |
| Miguel Iturralde  | 2 - 2 | América de Quito | General Rumiñahui | 29 de junio | 10:00 |
| Libre: AKD        |       |                  |                   |             |       |

#### Tabla de resultados cruzados
| Local \ Visitante | TAV | AME | ENC | AKD | JFA | MGI | USF |
| ----------------- | --- | --- | --- | --- | --- | --- | --- |
| AV25              | —   | 1–0 | 2–1 | 4–0 | 1–0 | 0–1 | 1–1 |
| América de Quito  | 0–0 | —   | 0–1 | 2–0 | 1–1 | 1–1 | 2–2 |
| Da Encarnação     | 0–1 | 2–1 | —   | 4–0 | 0–2 | 0–3 | 1–2 |
| AKD               | 0–3 | 0–3 | 0–1 | —   | 0–1 | 2–4 | 2–4 |
| Independiente JFA | 2–1 | 3–1 | 2–1 | 2–1 | —   | 1–4 | 2–3 |
| Miguel Iturralde  | 1–0 | 2–2 | 1–0 | 2–0 | 1–3 | —   | 0–1 |
| USFQ              | 2–1 | 0–1 | 1–1 | 4–0 | 0–2 | 0–1 | —   |

## Hexagonal final

### Clasificación
| Pos. | Equipo              | Pts. | PJ | G | E | P | GF | GC | Dif. |  |
| ---- | ------------------- | ---- | -- | - | - | - | -- | -- | ---- |  |
| 1    | Miguel Iturralde    | 15   | 10 | 4 | 3 | 3 | 17 | 9  | +8   |  |
| 2    | Deportivo Meridiano | 15   | 10 | 4 | 3 | 3 | 12 | 12 | 0    |  |
| 3    | Atlético Vinotinto  | 14   | 10 | 3 | 5 | 2 | 14 | 12 | +2   |  |
| 4    | Aampetra            | 12   | 10 | 3 | 3 | 4 | 15 | 14 | +1   |  |
| 5    | Patrón Mejía        | 12   | 10 | 3 | 3 | 4 | 11 | 16 | −5   |  |
| 6    | Independiente JFA   | 12   | 10 | 3 | 3 | 4 | 9  | 15 | −6   |  |

 Fuente: AFNA Pichincha, GALA Deporte
Criterios de clasificación: 1) Puntos; 2) Diferencia de goles; 3) Goles marcados; 4) Goles de visitante
|  | Campeón. Clasificado a los play-offs de Segunda Categoría 2024.    |
|  | Subcampeón. Clasificado a los play-offs de Segunda Categoría 2024. |
|  | Clasificados a los play-offs de Segunda Categoría 2024.            |

### Evolución de la clasificación
| Equipo / Fecha      | 1 | 2 | 3 | 4 | 5 | 6 | 7 | 8 | 9 | 10 |
| ------------------- | - | - | - | - | - | - | - | - | - | -- |
| Miguel Iturralde    | 4 | 1 | 1 | 1 | 1 | 1 | 1 | 1 | 1 | 1  |
| Deportivo Meridiano | 6 | 6 | 5 | 6 | 6 | 5 | 6 | 5 | 3 | 2  |
| Atlético Vinotinto  | 1 | 4 | 4 | 3 | 3 | 2 | 2 | 4 | 2 | 3  |
| Aampetra            | 3 | 2 | 2 | 2 | 2 | 3 | 5 | 2 | 5 | 4  |
| Patrón Mejía        | 5 | 5 | 6 | 5 | 5 | 4 | 3 | 3 | 6 | 5  |
| Independiente JFA   | 2 | 3 | 3 | 4 | 4 | 6 | 4 | 6 | 4 | 6  |

### Resultados
- Los horarios corresponden al huso horario de Ecuador: (UTC-5).

| Miguel Iturralde   | 1 - 1 | Aampetra            | General Rumiñahui | 6 de julio | 10:00 |
| Independiente JFA  | 1 - 0 | Deportivo Meridiano | Gustavo Herdoíza  | 7 de julio | 10:00 |
| Atlético Vinotinto | 2 - 1 | Patrón Mejía        | AFNA San Carlos   | 7 de julio | 14:30 |

| Aampetra            | 4 - 2 | Atlético Vinotinto | Luis Naranjo         | 13 de julio | 11:00 |
| Deportivo Meridiano | 0 - 4 | Miguel Iturralde   | Casa de la Selección | 13 de julio | 11:00 |
| Patrón Mejía        | 1 - 1 | Independiente JFA  | General Rumiñahui    | 13 de julio | 14:00 |

| Independiente JFA  | 1 - 1 | Aampetra            | Gustavo Herdoíza  | 17 de julio | 10:00 |
| Atlético Vinotinto | 1 - 1 | Miguel Iturralde    | AFNA San Carlos   | 17 de julio | 12:30 |
| Patrón Mejía       | 0 - 1 | Deportivo Meridiano | General Rumiñahui | 17 de julio | 14:00 |

| Miguel Iturralde   | 2 - 0 | Independiente JFA   | Gustavo Herdoíza | 20 de julio | 09:30 |
| Aampetra           | 2 - 3 | Patrón Mejía        | Luis Naranjo     | 20 de julio | 11:00 |
| Atlético Vinotinto | 1 - 1 | Deportivo Meridiano | AFNA San Carlos  | 21 de julio | 14:30 |

| Deportivo Meridiano | 0 - 1 | Aampetra           | Francisco Reinoso | 26 de julio | 14:00 |
| Patrón Mejía        | 0 - 4 | Miguel Iturralde   | General Rumiñahui | 27 de julio | 11:00 |
| Independiente JFA   | 2 - 2 | Atlético Vinotinto | Gustavo Herdoíza  | 28 de julio | 10:00 |

| Miguel Iturralde   | 0 - 1 | Patrón Mejía        | Olímpico Guillermo Albornoz | 3 de agosto | 10:00 |
| Aampetra           | 0 - 1 | Deportivo Meridiano | Luis Naranjo                | 3 de agosto | 11:00 |
| Atlético Vinotinto | 3 - 0 | Independiente JFA   | Olímpico Atahualpa          | 3 de agosto | 11:30 |

| Independiente JFA   | 2 - 1 | Miguel Iturralde   | Gustavo Herdoíza     | 10 de agosto | 10:00 |
| Patrón Mejía        | 2 - 1 | Aampetra           | General Rumiñahui    | 10 de agosto | 10:00 |
| Deportivo Meridiano | 1 - 1 | Atlético Vinotinto | Casa de la Selección | 10 de agosto | 11:00 |

| Miguel Iturralde    | 1 - 0 | Atlético Vinotinto | Olímpico Guillermo Albornoz | 14 de agosto | 10:00 |
| Deportivo Meridiano | 3 - 3 | Patrón Mejía       | Casa de la Selección        | 14 de agosto | 10:00 |
| Aampetra            | 2 - 0 | Independiente JFA  | Luis Naranjo                | 14 de agosto | 11:00 |

| Independiente JFA  | 2 - 0 | Patrón Mejía        | Gustavo Herdoíza            | 17 de agosto | 10:00 |
| Atlético Vinotinto | 2 - 1 | Aampetra            | AFNA San Carlos             | 17 de agosto | 10:00 |
| Miguel Iturralde   | 1 - 2 | Deportivo Meridiano | Olímpico Guillermo Albornoz | 17 de agosto | 10:00 |

| Aampetra            | 2 - 2 | Miguel Iturralde   | Liga Parr. de Guayllabamba | 24 de agosto | 10:00 |
| Deportivo Meridiano | 3 - 0 | Independiente JFA  | Casa de la Selección       | 24 de agosto | 10:00 |
| Patrón Mejía        | 0 - 0 | Atlético Vinotinto | General Rumiñahui          | 24 de agosto | 10:00 |

### Tabla de resultados cruzados
| Local \ Visitante   | AAM | VIN | MER | JFA | MGI | PAM |
| ------------------- | --- | --- | --- | --- | --- | --- |
| Aampetra            | —   | 4–2 | 0–1 | 2–0 | 2–2 | 2–3 |
| Atlético Vinotinto  | 2–1 | —   | 1–1 | 3–0 | 1–1 | 2–1 |
| Deportivo Meridiano | 0–1 | 1–1 | —   | 3–0 | 0–4 | 3–3 |
| Independiente JFA   | 1–1 | 2–2 | 1–0 | —   | 2–1 | 2–0 |
| Miguel Iturralde    | 1–1 | 1–0 | 1–2 | 2–0 | —   | 0–1 |
| Patrón Mejía        | 2–1 | 0–0 | 0–1 | 1–1 | 0–4 | —   |

### Campeón
| Bandera de Quito |
| Club General Miguel Iturralde 1.er título Clasificado a los play-offs de la Segunda Categoría 2024 y a la Copa Ecuador 2025.   |
| También clasificaron Deportivo Meridiano como subcampeón, Atlético Vinotinto como tercer puesto y Aampetra como cuarto puesto. |

## Grupo Descenso

### Clasificación
| Pos. | Equipo       | Pts. | PJ | G | E | P | GF | GC | Dif. | Descenso               |
| ---- | ------------ | ---- | -- | - | - | - | -- | -- | ---- | ---------------------- |
| 1    | AKD          | 12   | 4  | 4 | 0 | 0 | 10 | 2  | +8   |                        |
| 2    | Aussie (D)   | 6    | 4  | 2 | 0 | 2 | 8  | 4  | +4   | Torneo de Ascenso AFNA |
| 3    | Juventud (D) | 0    | 4  | 0 | 0 | 4 | 0  | 12 | −12  | Torneo de Ascenso AFNA |

 Fuente: AFNA Pichincha, @AscensoEcuador, GALA Deporte
Criterios de clasificación: 1) Puntos; 2) Diferencia de goles; 3) Goles marcados; 4) Goles de visitante

### Evolución de la clasificación
| Equipo / Fecha | 1 | 2 | 3 | 4 | 5 | 6 |
| -------------- | - | - | - | - | - | - |
| AKD            | 1 | 2 | 1 | 1 | 1 | 1 |
| Aussie         | 2 | 1 | 2 | 2 | 2 | 2 |
| Juventud       | 3 | 3 | 3 | 3 | 3 | 3 |

### Resultados
- Los horarios corresponden al huso horario de Ecuador: (UTC-5).

| Fecha 1       | Fecha 1   | Fecha 1   | Fecha 1        | Fecha 1    | Fecha 1 |
| Local         | Resultado | Visitante | Estadio        | Fecha      | Hora    |
| ------------- | --------- | --------- | -------------- | ---------- | ------- |
| AKD           | 3 - 0     | Juventud  | LDB de Solanda | 5 de julio | 10:00   |
| Libre: Aussie |           |           |                |            |         |

| Fecha 2    | Fecha 2   | Fecha 2   | Fecha 2                    | Fecha 2     | Fecha 2 |
| Local      | Resultado | Visitante | Estadio                    | Fecha       | Hora    |
| ---------- | --------- | --------- | -------------------------- | ----------- | ------- |
| Juventud   | 0 - 3     | Aussie    | Liga Parr. de Guayllabamba | 13 de julio | 10:00   |
| Libre: AKD |           |           |                            |             |         |

| Fecha 3         | Fecha 3   | Fecha 3   | Fecha 3              | Fecha 3     | Fecha 3 |
| Local           | Resultado | Visitante | Estadio              | Fecha       | Hora    |
| --------------- | --------- | --------- | -------------------- | ----------- | ------- |
| Aussie          | 0 - 1     | AKD       | Casa de la Selección | 21 de julio | 10:00   |
| Libre: Juventud |           |           |                      |             |         |

| Fecha 4         | Fecha 4   | Fecha 4   | Fecha 4                 | Fecha 4     | Fecha 4 |
| Local           | Resultado | Visitante | Estadio                 | Fecha       | Hora    |
| --------------- | --------- | --------- | ----------------------- | ----------- | ------- |
| AKD             | 3 - 2     | Aussie    | Liga Parr. de Uyumbicho | 24 de julio | 11:00   |
| Libre: Juventud |           |           |                         |             |         |

| Fecha 5    | Fecha 5   | Fecha 5   | Fecha 5   | Fecha 5   | Fecha 5   |
| Local      | Resultado | Visitante | Estadio   | Fecha     | Hora      |
| ---------- | --------- | --------- | --------- | --------- | --------- |
| Aussie     | 3 - 0     | Juventud  | Cancelado | Cancelado | Cancelado |
| Libre: AKD |           |           |           |           |           |

| Fecha 6       | Fecha 6   | Fecha 6   | Fecha 6   | Fecha 6   | Fecha 6   |
| Local         | Resultado | Visitante | Estadio   | Fecha     | Hora      |
| ------------- | --------- | --------- | --------- | --------- | --------- |
| Juventud      | 0 - 3     | AKD       | Cancelado | Cancelado | Cancelado |
| Libre: Aussie |           |           |           |           |           |

### Tabla de resultados cruzados
| Local \ Visitante | AKD | AUS | JUV |
| ----------------- | --- | --- | --- |
| AKD               | —   | 3–2 | 3–0 |
| Aussie            | 0–1 | —   | 3–0 |
| Juventud          | 0–3 | 0–3 | —   |

## Tabla general
| Pos. | Equipos              | Prom. | Pts. | PJ | PG | PE | PP | GF | GC | Dif. | Fase en la que concluyó su participación |
| ---- | -------------------- | ----- | ---- | -- | -- | -- | -- | -- | -- | ---- | ---------------------------------------- |
| 1.   | Miguel Iturralde (C) | 1.864 | 41   | 22 | 12 | 5  | 5  | 38 | 19 | +19  | Hexagonal final                          |
| 2.   | Deportivo Meridiano  | 2.000 | 44   | 22 | 13 | 5  | 4  | 33 | 17 | +16  | Hexagonal final                          |
| 3.   | Atlético Vinotinto   | 1.909 | 42   | 22 | 11 | 9  | 2  | 48 | 20 | +28  | Hexagonal final                          |
| 4.   | Aampetra             | 1.773 | 39   | 22 | 11 | 6  | 5  | 45 | 22 | +23  | Hexagonal final                          |
| 5.   | Patrón Mejía         | 1.773 | 39   | 22 | 11 | 6  | 5  | 34 | 23 | +11  | Hexagonal final                          |
| 6.   | Independiente JFA    | 1.682 | 37   | 22 | 11 | 4  | 7  | 30 | 29 | +1   | Hexagonal final                          |
| 7.   | Deportivo Quito      | 2.167 | 26   | 12 | 8  | 2  | 2  | 33 | 9  | +24  | Primera fase                             |
| 8.   | Espoli               | 2.167 | 26   | 12 | 8  | 2  | 2  | 16 | 9  | +7   | Primera fase                             |
| 9.   | Univ. San Francisco  | 1.750 | 21   | 12 | 6  | 3  | 3  | 20 | 14 | +6   | Primera fase                             |
| 10.  | AV25                 | 1.667 | 20   | 12 | 6  | 2  | 4  | 15 | 8  | +7   | Primera fase                             |
| 11.  | Rayo                 | 1.250 | 15   | 12 | 4  | 3  | 5  | 15 | 14 | +1   | Primera fase                             |
| 12.  | América de Quito     | 1.167 | 14   | 12 | 3  | 5  | 4  | 14 | 13 | +1   | Primera fase                             |
| 13.  | Da Encarnação        | 1.083 | 13   | 12 | 4  | 1  | 7  | 12 | 15 | −3   | Primera fase                             |
| 14.  | Rumiñahui            | 1.083 | 13   | 12 | 4  | 1  | 7  | 17 | 28 | −11  | Primera fase                             |
| 15.  | Sandino              | 1.000 | 12   | 12 | 3  | 3  | 6  | 14 | 19 | −5   | Primera fase                             |
| 16.  | Cumbre Alta          | 0.917 | 11   | 12 | 2  | 5  | 5  | 15 | 21 | −6   | Primera fase                             |
| 17.  | Patogol              | 0.833 | 10   | 12 | 3  | 1  | 8  | 14 | 24 | −10  | Primera fase                             |
| 18.  | Real Puerto Quito    | 0.583 | 7    | 12 | 2  | 1  | 9  | 12 | 29 | −17  | Primera fase                             |
| 19.  | AKD                  | 0.750 | 12   | 16 | 4  | 0  | 12 | 15 | 36 | −21  | Grupo Descenso                           |
| 20.  | Aussie (D)           | 0.500 | 8    | 16 | 2  | 2  | 12 | 17 | 37 | −20  | Grupo Descenso                           |
| 21.  | Juventud (D)         | 0.188 | 3    | 16 | 1  | 0  | 15 | 2  | 53 | −51  | Grupo Descenso                           |